# Cristian Martínez (football, 1997)
Pour les articles homonymes, voir Martínez et Cristian Martínez.
Cristian Jesús Martínez, abrégé Cristian Martínez, né le 6 février 1997 à Panama, est un footballeur international panaméen. Il joue au poste de milieu de terrain à l'Hapoël Ironi Kiryat Shmona.

## Carrière

### En club
Cristian Martínez rejoint le Columbus Crew SC en prêt le 17 mai 2016. Le 25 janvier 2017, le Crew SC décide de le transférer définitivement en Ohio. Quelques heures avant la rencontre inaugurale du Crew dans la saison 2017, il est prêté aux Riverhounds de Pittsburgh, en USL, une formation qu'il a connu la saison précédente.
Le 12 décembre 2018, il est recruté, tout comme Marco Ureña, par le Chicago Fire, lors de la "MLS Waiver Draft".
Le 18 janvier 2020, Martínez signe au Cádiz CF. Six jours plus tard, il est prêté au Recreativo Huelva.

### En sélection
Il honore sa première sélection le 17 février 2016 lors d'un match amical contre le Salvador.

## Statistiques
| Saison                | Club                          | Championnat           | Championnat | Championnat | Coupe(s) nationale(s) | Coupe(s) nationale(s) | Panama | Panama | Total | Total |
| Saison                | Club                          | Division              | M.          | B.          | M.                    | B.                    | M.     | B.     | M.    | B.    |
| 2013-2014             | Chorrillo FC                  | Liga Panameña         | 5           | 0           | 0                     | 0                     | -      | -      | 5     | 0     |
| 2014-2015             | Chorrillo FC                  | Liga Panameña         | 1           | 0           | 0                     | 0                     | -      | -      | 1     | 0     |
| 2015-2016             | Chorrillo FC                  | Liga Panameña         | 31          | 3           | 0                     | 0                     | 2      | 0      | 33    | 3     |
| Sous-total            | Sous-total                    | Sous-total            | 37          | 3           | 0                     | 0                     | 2      | 0      | 39    | 3     |
| 2016                  | Columbus Crew SC (prêt)       | MLS                   | 2           | 1           | 2                     | 1                     | -      | -      | 4     | 2     |
| 2016                  | Pittsburgh Riverhounds (prêt) | USL                   | 8           | 0           | 0                     | 0                     | -      | -      | 8     | 0     |
| Sous-total            | Sous-total                    | Sous-total            | 8           | 0           | 0                     | 0                     | -      | -      | 8     | 0     |
| 2016                  | Columbus Crew SC              | MLS                   | 0           | 0           | 0                     | 0                     | -      | -      | 0     | 0     |
| Sous-total            | Sous-total                    | Sous-total            | 2           | 1           | 2                     | 1                     | -      | -      | 4     | 2     |
| 2017                  | Pittsburgh Riverhounds (prêt) | USL                   | 0           | 0           | 0                     | 0                     | -      | -      | 0     | 0     |
| Sous-total            | Sous-total                    | Sous-total            | 0           | 0           | 0                     | 0                     | -      | -      | 0     | 0     |
| Total sur la carrière | Total sur la carrière         | Total sur la carrière | 47          | 4           | 2                     | 1                     | 2      | 0      | 51    | 5     |